# Юткевич, Сергей Иосифович
Серге́й Ио́сифович Ютке́вич (15 [28] декабря 1904, Санкт-Петербург — 23 апреля 1985, Москва) — советский театральный и кинорежиссёр, художник, сценарист, педагог, теоретик кино. Доктор искусствоведения (1941). Герой Социалистического Труда (1974). Народный артист СССР (1962), лауреат двух Сталинских (1941, 1947) и двух Государственных премий СССР (1967, 1983). Кавалер трёх орденов Ленина (1964, 1967, 1974).

## Биография

Иосиф и Наталия Юткевичи, родители режиссёра

Родился в Санкт-Петербурге в семье инженера-технолога караимского происхождения Иосифа Ивановича Юткевича (1877—1972) и Наталии Михайловны Юткевич (в девичестве Лавровой; 1880—1953), дворянки, выпускницы историко-филологического отделения Высших бестужевских курсов, переехавших в столицу из Вильны. Отец работал инженером в Товариществе Балтийских судостроительных и механических заводов, а с 1903 года — на Петербургской казённой пробочной фабрике; семья жила на 4-й Рождественской улице, дом № 43.
Октябрьская революция застала их на отдыхе в Славянске, откуда семья переехала в Харьков и позже — в Киев. В Харькове Юткевич учился живописи у Эдуарда Штейнберга, в Киеве сдружился с Григорием Козинцевым и Алексеем Каплером.
В годы Гражданской войны работал актёром, художником, ассистентом режиссёра в театрах Киева и Севастополя. В 1921—1923 годах учился в Государственных высших режиссёрских мастерских и ВХУТЕМАСе. Параллельно работал в Мастерской Фоггерта, где совместно с Сергеем Эйзенштейном оформил ряд спектаклей, включая «Вечер театральных пародий» и «Хорошее отношение к лошадям» Владимира Масса (1921), а также осуществил постановку «Спектакля шарлатанов» Г. С. Геллета (1922).
В 1922 году вместе с Григорием Козинцевым, Леонидом Траубергом и Георгием Крыжицким выпустил манифест «Эксцентризм», ставший теоретической платформой для Фабрики эксцентрического актёра (ФЭКС). В течение двух лет как художник и режиссёр ставил эстрадные номера и скетчи на злободневные политические и социальные темы в живых газетах «Смычка» и «Синяя блуза».
С 1924 года работал в кино. Был художником на фильмах Абрама Роома «Предатель» (1926) и «Третья Мещанская» (1927), в 1926 году возглавил собственный Экспериментальный киноколлектив (ЭККЮ). В 1928 году по завершении собственного фильма «Кружева» обвинён в формализме и изгнан с московской фабрики «Совкино». Перебравшись в Ленинград, работал на ленинградской кинофабрике «Совкино» (впоследствии — «Ленфильм»). Один из тех, кто безоговорочно принял появление звука в начале 1930-х годов.
В конце 1934 года группой начинающих ленинградских кинематографистов, актёров и композиторов, среди которых были Арнштам, Гарин, Локшина, Тенин, Бернес, Шостакович, Гольц и многие другие, была создана «Первая художественная мастерская», возглавить которую предложили Юткевичу. По мнению киноведа Петра Багрова, мастерская стала «едва ли не самой привлекательной страницей советского кино второй половины 1930-х годов, возобновив под крышей мансарды атмосферу „студийности“ 1920-х». Студия заявила о себе декларацией, вполне благонамеренной, однако «в ней провозглашалось некое „размежевание“ кинематографистов по творческим устремлениям. Для середины 30-х с их внедрением насильственного художественного единообразия — это почти революция!». Под художественным руководством Юткевича силами мастерской были сняты: «Подруги» (1935), «Женитьба», «Тайга золотая» и «Шахтёры» (1937).
…сколько гарантированных Сталинских премий уплыло у него прямо из-под носа — минимум четыре (две у него всё-таки были, так что, учитывая ещё две Государственные, которые ему дадут за «лениниану», вполне можно было переплюнуть Пырьева и Райзмана). И Юткевичу ничего не стоило получить эти премии: надо было просто «снять попроще». А он не хотел «попроще».
В планах стояла экранизация «Поединка» Куприна, работы над фильмом «Клоп» были прерваны ещё в подготовительный период. И в 1938 году Юткевич обратился к теме «ленинианы», впоследствии ставшей ведущей в его творчестве.
В 1938—1944 годах был художественным руководителем киностудии «Союздетфильм». В 1939—1946 годах занимал должность главного режиссёра Ансамбля песни и пляски НКВД. Благодаря этому именно с его подачи были возвращены в Москву ссыльные Михаил Вольпин и Николай Эрдман.
В 1949 году стал одной из жертв борьбы с космополитами.
Злостным формалистом и вождём антинародного космополитизма объявили и Юткевича — со своими модернистскими устремлениями и, главное, «подходящей» для антисемитских шабашей фамилией этот, в общем-то, потомок польских дворян был истинной находкой для громких проработок 1949-го года. Во время одной из них его довели до сердечного приступа…Олег Ковалов, «Формалист (К 105-летию со дня рождения Сергея Юткевича)» декабрь 2009
На одном из «проработочных» собраний в Доме кино Марк Донской, задыхаясь от гнева, кричал Юткевичу: «За паршивенькие статейки получил звание доктора? Отдай обратно!»
В 1956 году Юткевич поставил фильм «Отелло» c Сергеем Бондарчуком в заглавной роли. Эта работа была отмечена призом за лучшую режиссуру на Каннском кинофестивале 1956 года. С фильмом «Ленин в Польше» Юткевич повторил этот успех на Каннском кинофестивале 1966 года.
Как художник и режиссёр поставил около тридцати спектаклей на московских и ленинградских сценах. В 1960—1965 годах был главным режиссёром Студенческого театра МГУ.
В 1960—1970-е годы Юткевич вновь обращался к творчеству Владимира Маяковского, совместно с Анатолием Карановичем поставив два экспериментальных мультфильма: «Баня» (1962) и «Маяковский смеётся» (1975). В них режиссёры использовали метод киноколлажа, совместив кукольную и рисованную мультипликацию с актёрской игрой, чтобы перенести на экран драматургию и киносценарий поэта «Позабудь про камни». В 1967 году совместно с Н. И. Клейманом реконструировал в фотографиях фильм «Бежин луг» (1935) Сергея Эйзенштейна, а в 1968 году — фильм «Барышня и хулиган» (1918) с участием Маяковского.
Начал преподавать в 1929 году. В 1931—1934 годах – преподаватель киномастерства на киноотделении Техникума сценических искусств в Ленинграде. В 1937—1938 годах — преподаватель курса режиссуры в академической группе режиссёрского факультета ВГИКа. В 1938—1941 годах — заведующий кафедрой актёрского мастерства ВГИКа (с 1940 года — профессор). В дальнейшем вплоть до конца 1960-х годов неоднократно набирал режиссёрские мастерские. С 1963 года преподавал также на режиссёрском отделении Высших курсов сценаристов и режиссёров. 

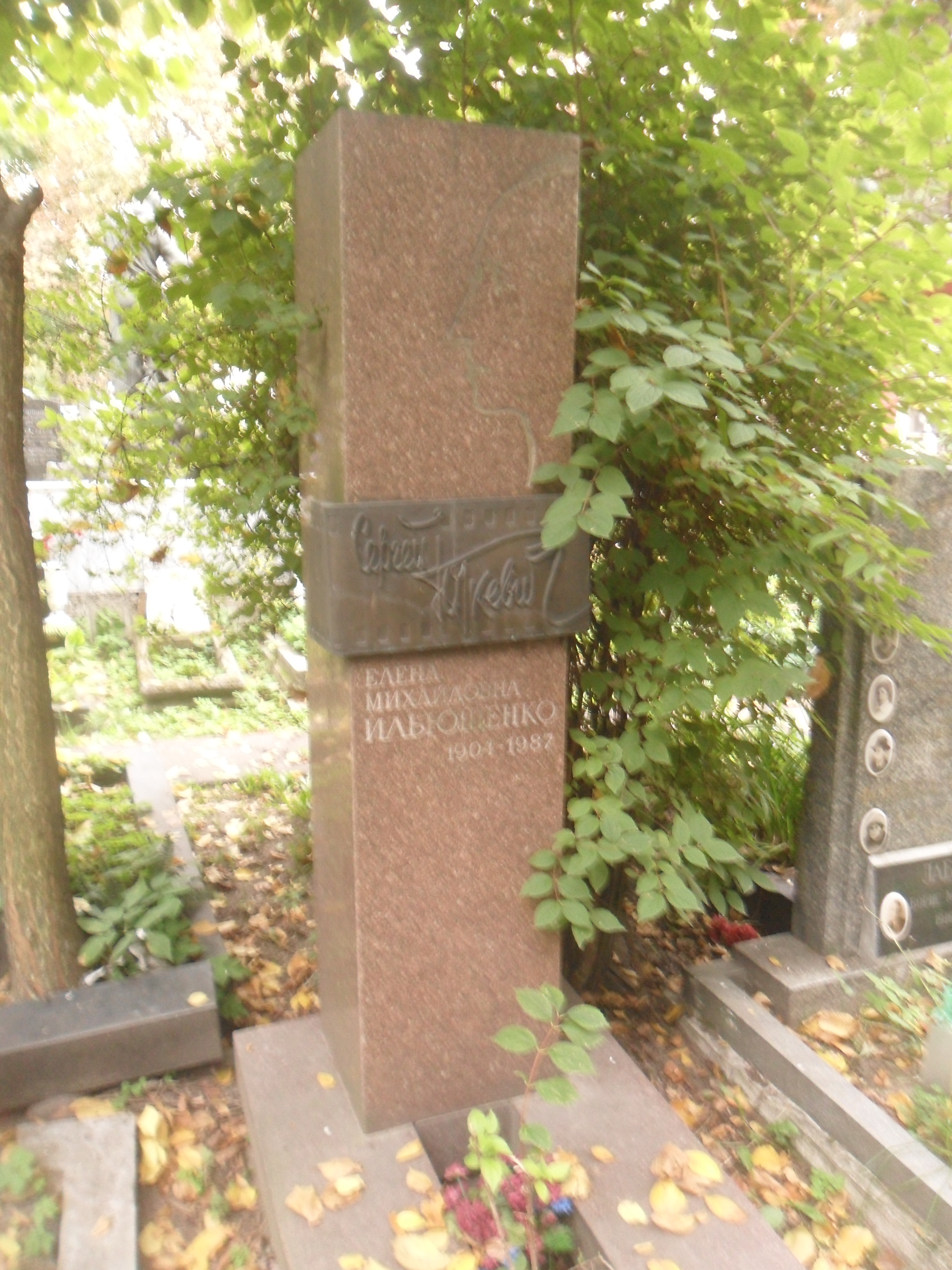
Могила С. И. Юткевича на Новодевичьем кладбище

Работая в Институте истории искусств (1947—1949, 1956—1973) и ВНИИ киноискусства (1974—1985), написал ряд монографий на материале советского и зарубежного киноискусства («Контрапункт режиссёра», 1960; «Шекспир в кино», 1973; «Модели политического кино», 1978). В качестве главного редактора участвовал в создании «Кинословаря в двух томах» (1966—1970), в 1987 году переизданного в виде однотомника «Кино. Энциклопедический словарь».
Член ВКП(б) с 1939 года, член Союза кинематографистов СССР, Всероссийского театрального общества, Союза писателей СССР (1964—1981), Советского комитета защиты мира, член-корреспондент Академии искусств ГДР (1961). Председатель жюри V Московского международного кинофестиваля в 1967 году. Был изначально причастен к созданию Киноцентра с пространством музея кино внутри — «по образцу итальянского».
Скончался 23 апреля 1985 года в Москве. Похоронен на Новодевичьем кладбище (участок № 4).

### Семья

Глинищевский переулок, 5/7

Первая жена – Нина Яковлевна Шатерникова (1902–1982), актриса.
Дочь — Марианна Сергеевна Шатерникова (1934—2018), киновед.
Вторая жена — Елена Михайловна Ильющенко (1904—1987), балерина.
Дочь — Наталья Сергеевна Юткевич, редактор на киностудии.

### Адреса
- В Ленинграде в 1929—1934 годах — квартира Дмитрия Шостаковича — улица Марата, 9, кв. 7.
- В Ленинграде в 1934–1938 годах — Большая Пушкарская улица, 50.
- В Москве в 1943—1985 годах — Глинищевский переулок, 5/7.

## Театральные работы

### Режиссёр
- 1922 — «Спектакль шарлатанов» Г. Геллета (Мастфор)
- 1937 — «Ночной смотр» В. Шкваркина (совместно с X. Локшиной, Ленинградский театр Комедии)
- 1939 — «Ключи Берлина» М. Гуса и К. Финна (Московский театр Революции)
- 1942 — «Мать» К. Чапека (Русский государственный драматический театр имени В. Маяковского, Душанбе)
- 1943 — «Дорога в Нью-Йорк» Л. Малюгина (Ленинградский театр Комедии)
- 1945 — «Вы этого не забудете» Дж. Пристли (Ленинградский театр Комедии)
- 1947 — «Южный узел» А. Первенцева (Малый театр)
- 1953 — «Баня» В. Маяковского (совместно с Н. Петровым и В. Плучеком) (Московский театр сатиры)
- 1955 — «Клоп» В. Маяковского (совместно с В. Плучеком) (Московский театр сатиры)

Студенческий театр МГУ
- 1961 — «Сердце у меня одно» Г. Полонского
- 1964 — «Карьера Артуро Уи» Б. Брехта (совместно с М. Захаровым)
- 1967 — «Хочу быть честным» В. Войновича.

Камерный музыкальный театр имени Б. А. Покровского
- 1982 — «Балаганчик» А. Блока
- 1982 — «Незнакомка» А. Блока

### Художник
- 1921 — «Вечер театральных пародий» (совместно с С. Эйзенштейном) (Мастфор)
- 1921 — «Хорошее отношение к лошадям» В. З. Масса (совместно с С. Эйзенштейном) (Мастфор)
- 1951 — «Пролитая чаша» Ван Шифу (Московский театр сатиры)

## Фильмография

### Режиссёр
- 1925 — Даёшь радио! (совместно с С. Грюнбергом)
- 1928 — Кружева
- 1929 — Чёрный парус
- 1931 — Златые горы
- 1932 — Встречный (совместно с Ф. Эрмлером и Л. Арнштамом)
- 1934 — Анкара — сердце Турции (документальный; совместно с Л. Арнштамом)
- 1937 — Как будет голосовать избиратель (короткометражный)
- 1937 — Шахтёры
- 1938 — Человек с ружьём
- 1940 — Яков Свердлов
- 1941 — Боевой киносборник № 7 (новеллы «Белая ворона» и «Эликсир бодрости»)
- 1942 — Швейк готовится к бою (киносборник)
- 1943 — Новые похождения Швейка
- 1944 — Освобождённая Франция (документальный)[20]
- 1945 — Здравствуй, Москва!
- 1946 — Молодость нашей страны (документальный; совместно с И. Венжер)[21]
- 1947 — Свет над Россией
- 1948 — Памяти С. М. Эйзенштейна (документальный; совместно с П. Аташевой; нет в титрах)[22][комм. 1]
- 1948 — Три встречи (совместно с В. Пудовкиным и А. Птушко)
- 1951 — Пржевальский
- 1953 — Великий воин Албании Скандербег (СССР — НРА)
- 1955 — Отелло
- 1957 — Рассказы о Ленине
- 1960 — Встреча с Францией (документальный)
- 1962 — Баня (совместно с А. Карановичем)
- 1965 — Ленин в Польше (СССР — ПНР)
- 1967 — О самом человечном (документальный)
- 1969 — Сюжет для небольшого рассказа (СССР — Франция)
- 1973 — Ильинский о Маяковском (телевизионный; совместно с А. Карановичем)[24]
- 1973 — Поэт на экране (документальный)
- 1975 — Маяковский смеётся (совместно с А. Карановичем, И. Гараниной, В. Тарасовым, А. Петровым)
- 1981 — Ленин в Париже (совместно с Л. Эйдлиным)

### Сценарист
- 1925 — Шпундик-кооператор (совместно с В. Ардовым)
- 1925 — Даёшь радио! (короткометражный, совместно с С. Грюнбергом)
- 1928 — Кружева (совместно с Ю. Громовым, В. Легошиным)
- 1931 — Златые горы (совместно с А. Михайловским, В. Недоброво, А. Чапыгиным)
- 1932 — Встречный (совместно с Ф. Эрмлером, Л. Арнштамом, Л. Любашевским, А. Пантелеевым, Л. Чуковской)
- 1934 — Анкара — сердце Турции (документальный; совместно с Л. Арнштамом)
- 1944 — Освобождённая Франция
- 1955 — Отелло
- 1957 — Поёт Ив Монтан (совместно с М. Слуцким)[25]
- 1962 — Баня (совместно с А. Карановичем)
- 1966 — Ленин в Польше (совместно с Е. Габриловичем)
- 1967 — О самом человечном (монтажный, СССР)
- 1973 — Ильинский о Маяковском (телевизионный; совместно с А. Карановичем)
- 1975 — Маяковский смеётся (совместно с А. Карановичем)
- 1981 — Ленин в Париже (совместно с Е. Габриловичем)

### Художник
- 1925 — Даёшь радио!
- 1926 — Предатель (совместно с В. Рахальсом)
- 1927 — Третья Мещанская (совместно с В. Рахальсом)

### Художественный руководитель
- 1969 — Вятская лошадка (телевизионный научно-популярный)[26]

### Участие в документальных фильмах
- 1955 — 60-летний юбилей А. Довженко
- 1955 — 30-летие фильма «Броненосец „Потёмкин“»
- 1959 — Звёзды встречаются в Москве
- 1965 — С. Юткевич и М. Штраух в Варшаве
- 1970 — Один час с Козинцевым, или Семь мнений

## Звания и награды
- заслуженный деятель искусств РСФСР (1935);
- орден Трудового Красного Знамени (1 февраля 1939) — режиссёра кинокартины «Человек с ружьём» (1938)[27];
- Сталинская премия второй степени (1941) — за фильм «Яков Свердлов» (1940)[13];
- Сталинская премия первой степени (1947) — за фильм «Молодость нашей страны» (1946);
- народный артист РСФСР (1957);
- народный артист СССР (1962)[7];
- Три ордена Ленина (1964, 1967, 1974)[28];
- орден Октябрьской Революции (1971)[28];
- медаль «За доблестный труд в Великой Отечественной войне 1941 — 1945 гг»[28];
- МКФ в Канне (1954, Специальная премия Высшей технической комиссии, за режиссуру, фильм «Великий воин Албании Скандербег»);
- МКФ в Канне (1954, Международная премия («В знак признания успехов национальных кинематографий»), фильм «Великий воин Албании Скандербег»);
- орден Свободы I степени (Албания)[28];
- МКФ в Канне (1956, Приз за лучшую режиссуру, фильм «Отелло»[29]);
- ВКФ в Киеве (1959, Диплом I степени, фильм «Рассказы о Ленине»);
- МКФ в Лондоне (1966, Почётный диплом, фильм «Ленин в Польше»)[28];
- МКФ в Канне (1966, Премия французского национального центра кино, фильм «Ленин в Польше»);
- МКФ в Канне (1966, Приз за лучшую режиссуру, фильм «Ленин в Польше»)[7];
- 2-й ВКФ в Киеве (1966, Первая премия по разделу историко-революционных фильмов, фильм «Ленин в Польше»)[30];
- Государственная премия СССР (1967) — за фильм «Ленин в Польше»[13];
- премия «Юсси» (Финляндия, 1970) — за лучший зарубежный фильм («Ленин в Польше»)[31];
- Герой Социалистического Труда (1974)[7];
- МКФ в Венеции (1982, «Золотой лев за карьеру»)[13];
- Государственная премия СССР (1983) — за фильм «Ленин в Париже» (1981)[13];
- орден Дружбы народов (1984)[28].

## Архив
Фонд С. И. Юткевича хранится в Российском государственном архиве литературы и искусства и насчитывает 1759 единиц хранения за 1893—1985 годы. Основу фонда составляют материалы режиссёрской деятельности, сценарии, программы и афиши фильмов и спектаклей, рукописи, переписки, фотографии, записные книжки и так далее.

## Комментарии
1. ↑  По распоряжению И. Г. Большакова, министра кинематографии СССР, отдавашего приказ о съёмках фильма «Памяти С. М. Эйзенштейна», имена обоих режиссёров не были включены в титры[23].